# Jean Demannez
Jean Demannez (Etterbeek, 15 februari 1949 – Chaumont-Gistoux, 1 december 2021) was een Belgisch politicus voor de Parti Socialiste.

## Levensloop
Demannez werd beroepshalve sociaal werker. Hij was tevens politiek actief voor de PS en werd voor deze partij in 1976 verkozen tot gemeenteraadslid van Sint-Joost-ten-Node. Demannez was er van 1977 tot 1999 schepen. In 1999 volgde hij de overleden Guy Cudell op als burgemeester en oefende dit mandaat uit tot in 2012. Bij de gemeenteraadsverkiezingen van 2012 werd hij als burgemeester opgevolgd door Emir Kir, die meer voorkeurstemmen haalde dan hij. Van 1989 tot 2001 was hij bovendien lid van het Brussels Hoofdstedelijk Parlement.
Hij was een gepassioneerd jazzliefhebber. Op zijn initiatief werd het voormalige station Leuvensesteenweg gerestaureerd en omgebouwd tot Jazz Station, een jazzmuseum en een ontmoetingscentrum voor jazzmusici.
Demannez overleed op 72-jarige leeftijd na een lang ziekbed.